# Система бонусу більшості
Система бонусу більшості (СББ; англ. Majority bonus system, MBS) є однією з форм напівпропорційного представництва, яка використовується в деяких європейських країнах. Її особливістю є бонус більшості, який дає додаткові місця або представництво до виборного органу партії або об'єднаним партіям з найбільшою кількістю голосів з метою забезпечення державної стабільності.
Вона використовується у Вірменії, Греції і Сан-Марино, і працювала в Італії з 2006 по 2013 рік. В Аргентині використовується для виборів у палаті депутатів провінції Санта-Фе і в палаті депутатів провінції Ентре-Ріос.

## Історія
Беніто Муссоліні був першим політиком, який прийняв закон на видачу автоматичних місць для партії, яка перемогла і забезпечив свою перемогу на італійських виборах 1924 року. Система бонусу більшості була використана знову після відновлення демократії, але в рамках основних обмежень, нагороджуючи ряд місць, щоб дозволити уряду стабільність, але не настільки великий, щоб дозволити однієї партії ухвалення конституційних змін. Вона був використана у італійській місцевих виборах в 1950-х роках і була відновлена на місцевих виборах у 1993 та національному рівнях в 2006 році, щоб замінити скорпоро змішаною системою. 
В Італії на виборах 2013 року, то Демократична партія отримала 292 місця в парламенті, використавши 8,644,523 голосів і тому було необхідно 29,604 голос, щоб отримати місце. Його основний опонент, Народ Свободи, виграв 97 місць з 7,332,972 голосами і необхідними 75,597 голосами за одне місце. Ефективно система використовувалася в Італії з 2006 до 2013 року, яка призначала місця незалежно від проценту голосів отриманою найбільшою партією, була визнана неконституційною на італійському Конституційному Суді. Після запропонованої модифікації з участю другого туру голосування (між двома найбільшими союзами) система була також визнана неконстуційною судом і паралельне голосування було прийнято на італійських виборах 2018 року.
Система бонусу більшості була прийнята в інших європейських країнах, особливо в Греції в 2004 році і Сан-Марино на національному рівні, і у Франції для регіональних виборів.

## Механізм
Це може бути засноване на будь-якому механізмі, якій використовується у голосуванні партійними списками пропорційного представництва, але Д Ондта метод більш вірогідний, тому що він буде ранжувати місця в точному порядку частки голосувань.
В принципі, є дві різні форми системи більшості голосів, з явно різними політичними результатами:
- Бонусна система додає певну фіксовану кількість додаткових місць для партії, яка перемогла або альянсу. У грецькому парламенті, де систему іноді називають посилена пропорційність, шоста частина місць асамблеї зарезервовані в якості додаткових місць для партії, що перемогла. У сицилійської регіональній Асамблеї, десята частина асамблеї зарезервована для видаються виграшні коаліції, у межах якою місця розділюються пропорційно.
- Джекпот система забезпечує переможну партію або альянсу певною фіксованого кількості місць у загальній складності, шляхом надання йому кількості додаткових місць яку потрібно. У Сан-Марино парламент, альянс більшості отримує принаймні 35 з 60 місць. [4] Якщо переможець(переможці) отримали тільки 31 місця після другого туру, 4 бонусних місця для переможців віднімаються із місць для представників найслабших меншин, використовуючи метод Д Ондта для ранжування меншин.

Система джекпоту гарантує фіксовану (мінімальну) кількість місць для переможця, в той час як бонусна система додає фіксовану кількість місць. 